# Geografia Barbadosu

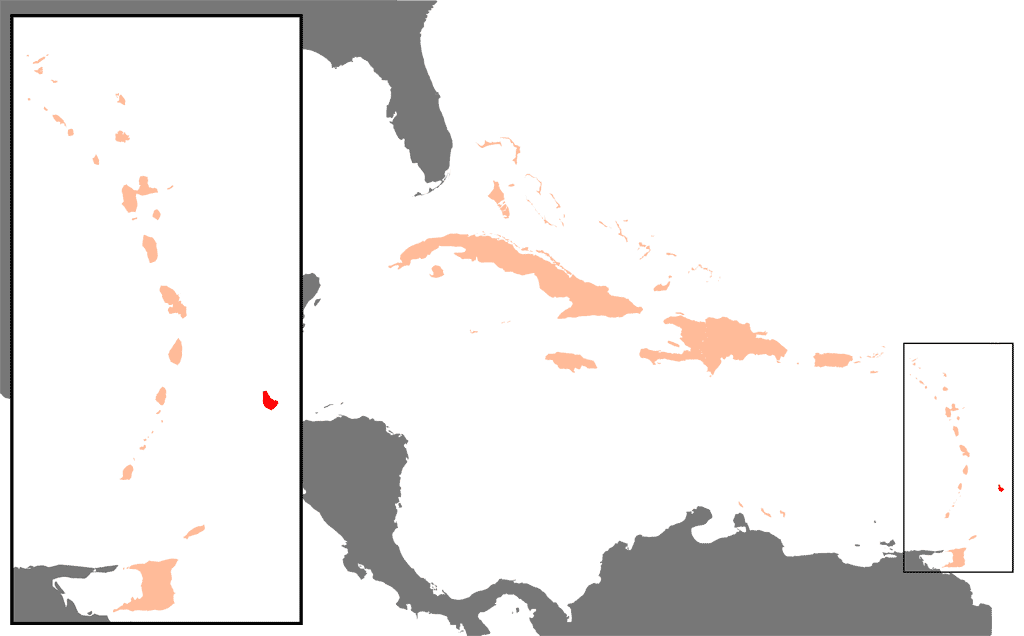
Położenie Barbadosu

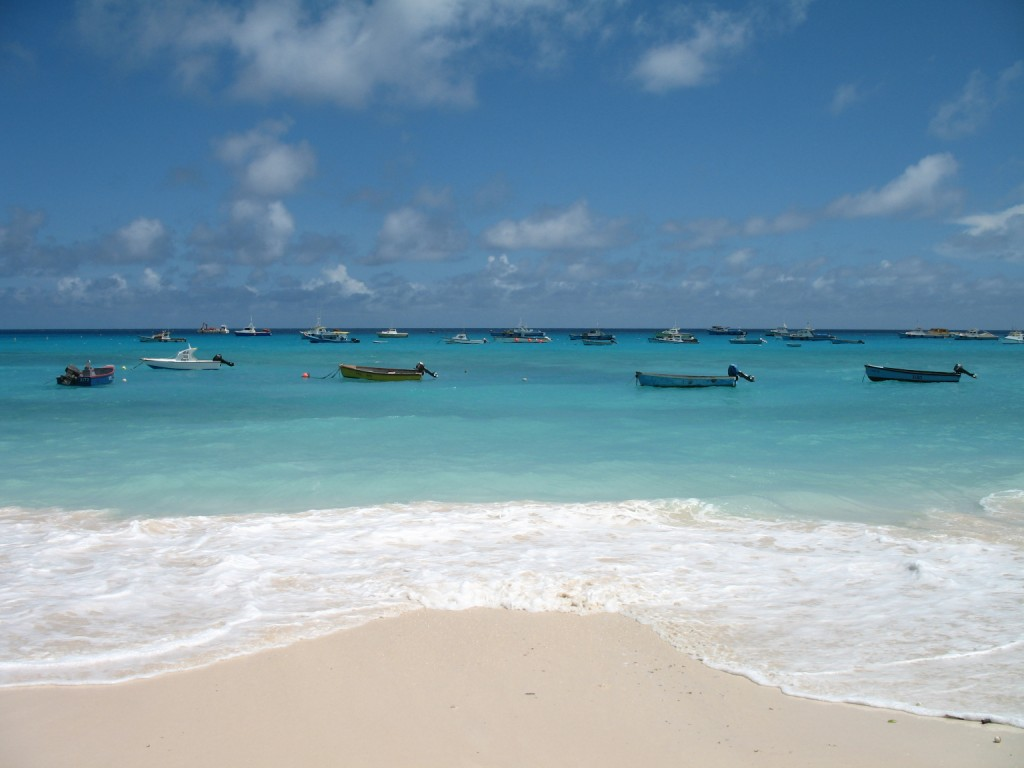

Barbados – najbardziej na wschód wysunięte państwo Małych Antyli wchodzące w skład Wysp Nawietrznych. Barbados leży na Oceanie Atlantyckim, 180 km na wschód od wyspy Saint Vincent, poza główną linią archipelagu Małych Antyli. Został odkryty przez Hiszpanów w 1536 roku. Gorący klimat sprzyja turystyce.

## Powierzchnia i skrajne punkty
Powierzchnia – 430 km² – wielkością zbliżona do przeciętnego polskiego powiatu.
Do wyspy należy 69 569 km² wód terytorialnych.
Skrajne punkty:
- północny 13°20′N,
- południowy 13°02′N,
- zachodni 59°39′W,
- wschodni 59°29′W.

Rozciągłość południkowa wyspy wynosi około 30 km, zaś równoleżnikowa około 25 km.

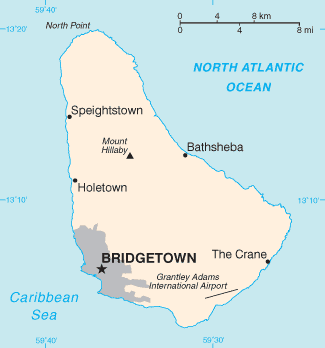
Mapa Barbadosu

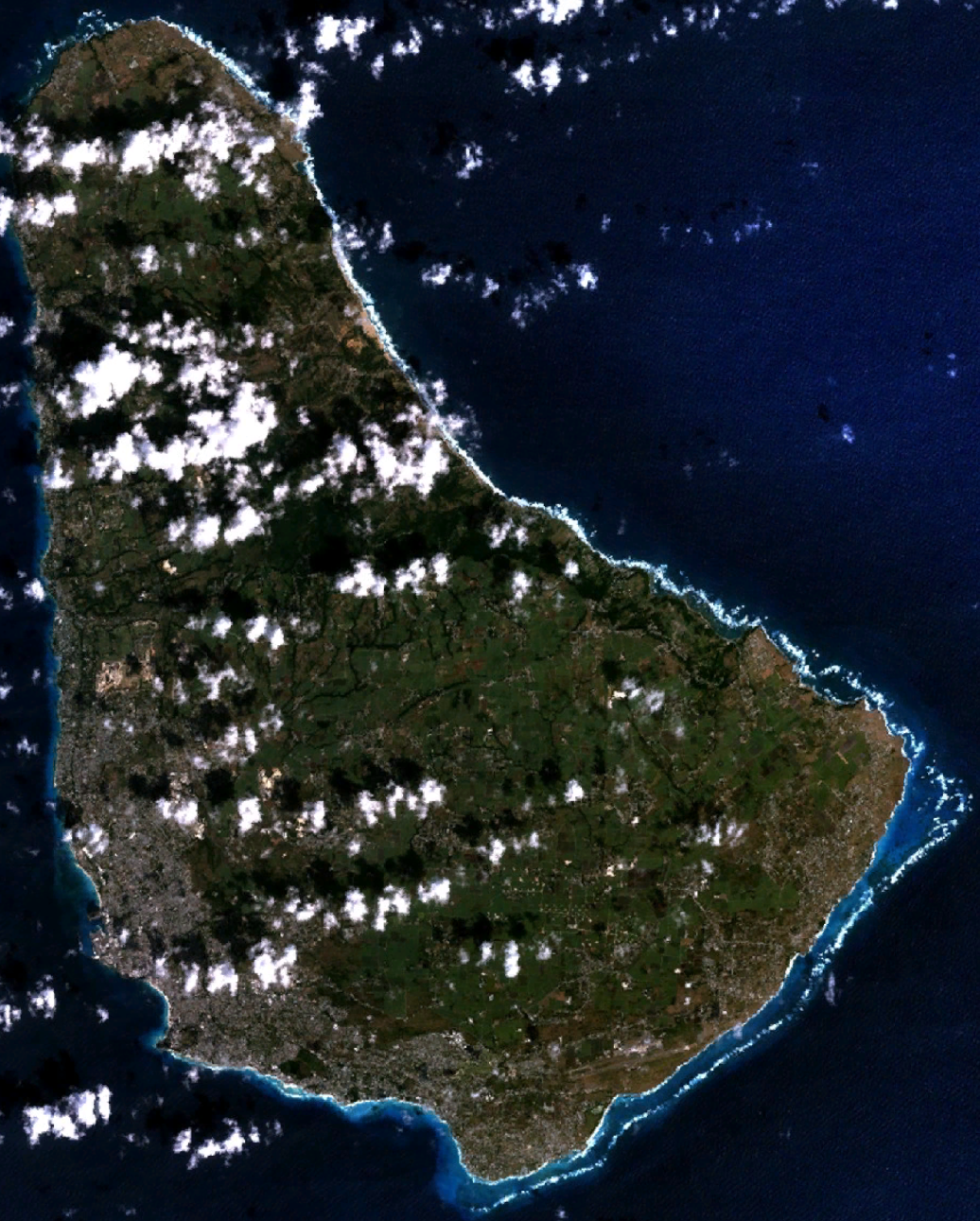
Zdjęcie satelitarne Barbadosu

## Budowa geologiczna i rzeźba

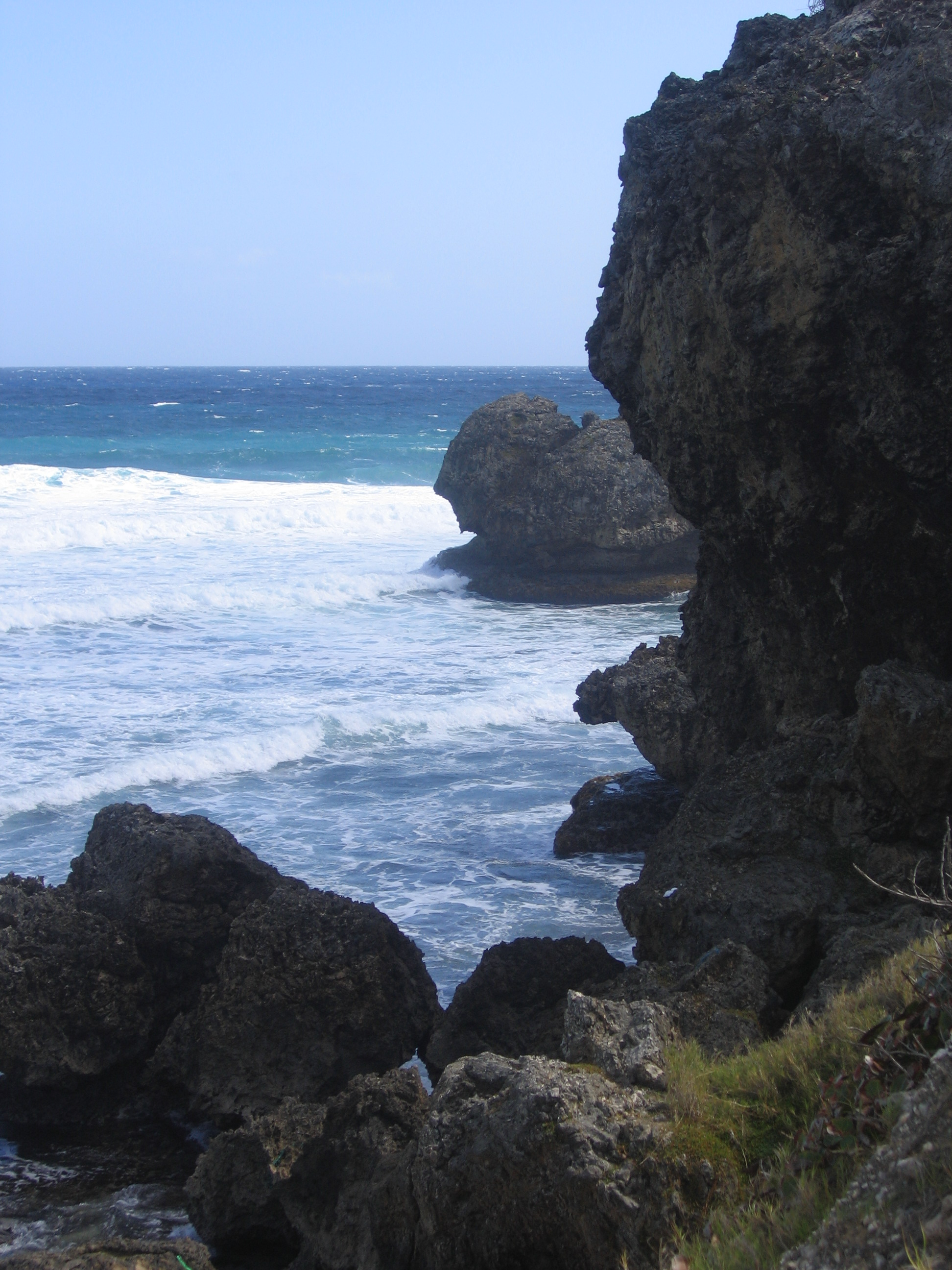
Skaliste wybrzeże w północnej części wyspy

Barbados jest państwem składającym się z jednej wyspy. Linia brzegowa jest słabo rozwinięta, szczególnie po zachodniej stronie, gdzie wybrzeże jest wyrównane. Wyspa ma trzy większe zatoki: Oistins i Carliste po południowo-wschodniej stronie oraz Conset po wschodniej. Wybrzeże jest na ogół niskie, w większości mające postać plaż, które ku północy zwężają się. Północna część wyspy różni się bardziej skalistym i wyższym brzegiem z niewielkimi fragmentami wąskich plaż. Barbados jest prawie w całości otoczony rafami koralowymi.
Wyspę budują wapienie koralowe, powstające od czasów plejstocenu. W północno-wschodniej części wyspy ukazują się plejstoceńsko-mioceńskie osady sekwencji piaskowcowo-łupkowej. Barbados leży w obrębie tzw. pryzmy akrecyjnej, na zewnątrz łuku wulkanicznego Małych Antyli.
Wyspa jest prawie w całości nizinna, ale pod względem rzeźby terenu urozmaicona. Barbados składa się z dwóch części: południowej, wybitnie nizinnej i północnej pagórkowatej. Południowa część jest bardziej równinna ze średnią wysokością od 10 do 100 m n.p.m. a w kierunku północnym teren się podnosi. Mount Hillaby jest najwyższym wzniesieniem na Barbadosie, o wysokości 336 m n.p.m. Występują zjawiska krasowe.

## Klimat
Barbados leży w strefie klimatu podrównikowego wilgotnego. Poza samym położeniem geograficznym na pogodę wpływ ma obecności oceanu i wpływ ciepłych prądów morskich. To sprawia, że przez cały rok jest gorąco i wilgotno.
Temperatury mają przebieg typowy dla klimatu równikowego, gdzie w okresie zimowym wartości wynoszą 24 °C, a w okresie letnim 28 °C. Różnice dobowe są niewielkie, a na wyspie nie notuje się wartości ekstremalnych. Najwyższe temperatury rzędu 29–31 °C panują tuż przed okresem huraganowym.
Opady są wysokie, ale nierównomiernie rozłożone w ciągu roku. Średnie wartości wynoszą od 1300 mm nad samym morzem do 2000 mm na najwyższym wzniesieniu. Występują dwie pory: sucha trwająca od stycznia do maja i deszczowa – od czerwca do grudnia. Latem region nawiedzany jest przez cyklony tropikalne, które w tym kraju nie są częstym zjawiskiem. Zdarzają się lata bez huraganów, a wyspę nawiedzają jedynie jeden lub dwa sztormy tropikalne. Na Barbadosie panuje wysoka wilgotność powietrza, która przez cały rok wynosi powyżej 70%.

## Wody
Sieć rzeczna jest słabo rozwinięta, co wiąże się z wapiennym podłożem i nieregularnymi opadami. Cieki wodne mają na ogół postać okresowych strumieni. Brak jezior. Bogate są wody podziemne, istniejące dzięki krasowemu podłożu. Występują m.in. kanały podziemne jak Coles Cave.

## Gleby
Dominują gleby feralitowe o dużej przydatności rolniczej. Poza nimi występują także ciemne wertisole, także nadające się pod uprawę.

## Flora i fauna
Naturalna szata roślinna została prawie całkowicie wytrzebiona już w XVIII wieku podczas gwałtownego rozwoju planacji trzciny cukrowej. Naturalną roślinność wyspy stanowił las tropikalny. Jego fragmenty zachowały się w północnej części wyspy. Poza palmowatymi na wyspie rosną drzewa migdałowe i mahonie. Liczne są gatunki roślin krzewiastych i kwietnych. Na Barbadosie rosną dzikie róże i lilie. Lasy zajmują około 12% powierzchni, 3/4 stanowią tereny rolnicze.
Fauna jest uboga pod względem liczebności. Występuje duża liczba gatunków, które są typowe dla tego regionu. Do ssaków należą nietoperze, gryzonie aguti, różne gatunki małp. Powszechne są gady, głównie jaszczurki, a także węże. Świat ptaków także jest bogaty, głównie są to ptaki morskie. W wodach liczne są gatunki ryb i skorupiaków, dla których doskonałe warunki do egzystencji stwarzają rafy koralowe.